# Abendhut
Abendhut ist ein Gemeindeteil der Marktes Stammbach im Landkreis Hof (Oberfranken, Bayern). Abendhut liegt in der Gemarkung Straas.

## Geografie
Die Einöde liegt am Nordhang der Reuthöhe (580 m ü. NHN) am Lahmabach, einem rechten Zufluss der Ölschnitz. Ein Anliegerweg führt an Kirschbaum vorbei 500 Meter nordöstlich zu einer Gemeindeverbindungsstraße, die westlich nach Stammbach zur Kreisstraße HO 21 bzw. östlich nach Oelschnitz verläuft.

## Geschichte
Das Anwesen wurde spätestens 1819 auf dem Gemeindegebiet von Straas errichtet. Es war ein Aussiedlerhof von Oelschnitz, der erst später nach dem Flurgebiet Abendhut benannt wurde. Am 1. Juli 1972 wurde Abendhut im Zuge der Gebietsreform in Bayern nach Stammbach eingemeindet.

### Einwohnerentwicklung
| Jahr      | 1819  | 1856  | 1861   | 1871   | 1885   | 1900   | 1925   | 1950   | 1961   | 1970   | 1987  |
| Einwohner | *     |       | 11     | 8      | 10     | 3      | 3      | 4      | 4      | 3      | 4     |
| Häuser    |       | 1     |        |        | 2      | 1      | 1      | 1      | 1      |        | 1     |
| Quelle    | [ 5 ] | [ 7 ] | [ 10 ] | [ 11 ] | [ 12 ] | [ 13 ] | [ 14 ] | [ 15 ] | [ 16 ] | [ 17 ] | [ 1 ] |

## Religion
Abendhut ist evangelisch-lutherisch geprägt und bis heute nach St. Maria (Stammbach) gepfarrt.